# Aleksandra Gaca

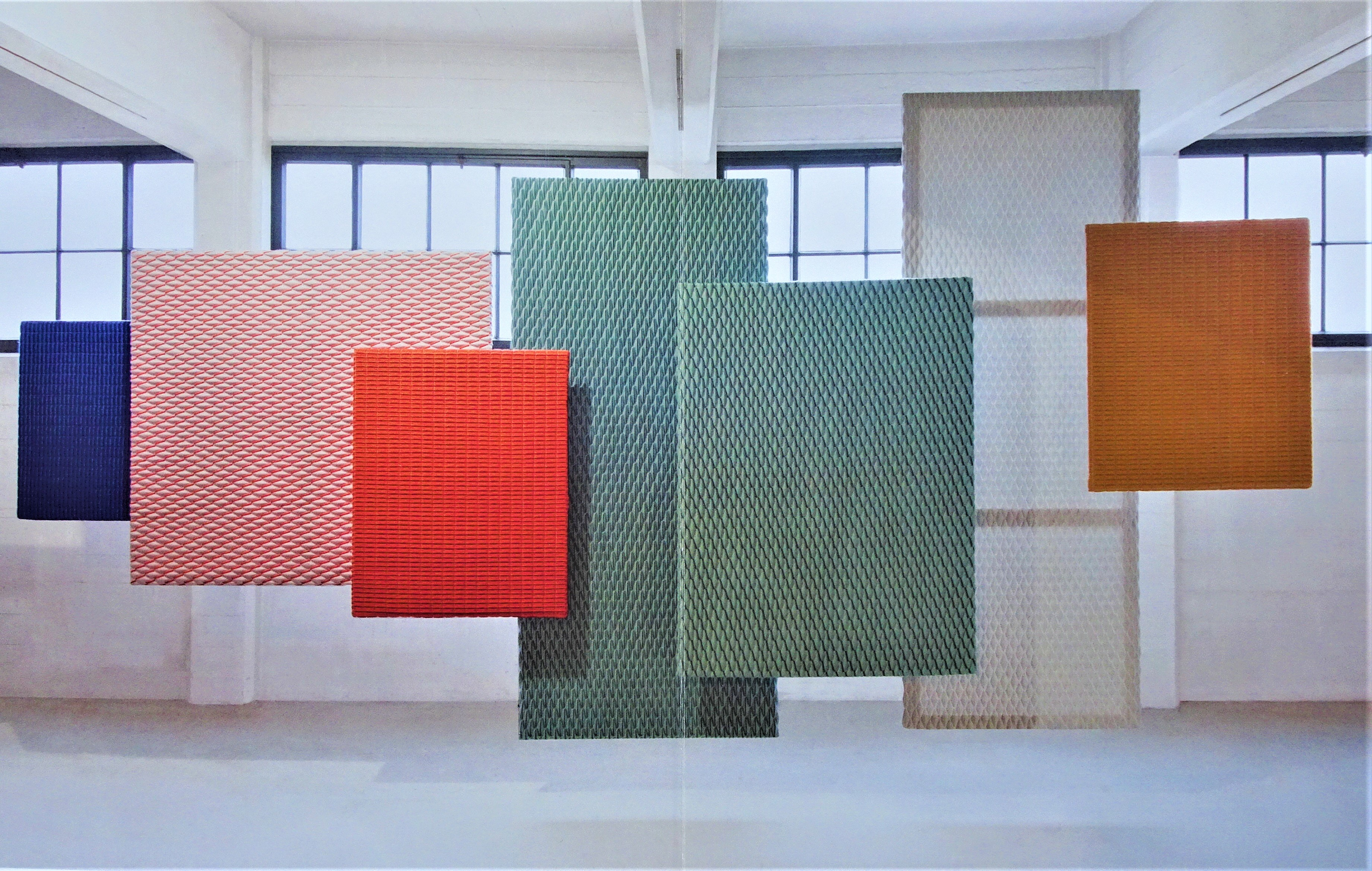
Aleksandra Gaca – Tkaniny 3D Architextiles

Aleksandra Gaca (ur. 28 kwietnia 1969 w Łodzi) – polska projektantka tkanin artystycznych; mieszkająca w Holandii.

## Życiorys
Po ukończeniu w 1991 roku Liceum Plastycznego w Łodzi wyjechała na studia do Królewskiej Akademii Sztuk Pięknych w Hadze. Studiowała projektowanie mody, ale zajmuje się głównie projektowaniem tkanin. Jej praca dyplomowa zajęła w 1997 roku pierwsze miejsce w konkursie FORBO Projekt Tapijt, organizowanym dla absolwentów uczelni w Hadze. Była to tkanina utkana na pochodzących z XIX wieku krosnach udostępnionych przez Muzeum w Tillburgu (TextielMuseum). Pracowała w firmie Kendix, a potem prowadziła własną działalność. Tworzy tkaniny 3D, w tym dekoracyjne, absorbujące dźwięki noszące nazwę Architextile.
Mieszka w Delfcie w Holandii.

## Nagrody
- 2018: Dutch Design Award – nagroda przyznawana holenderskim projektantom. Otrzymała ją za tkaninę 3D BLOKO zaprojektowaną dla Renault Symbioz[5].
- 2023: Doroczna Nagroda Ministra Kultury i Dziedzictwa Narodowego w kategorii Design[6]